# المكان خلف أشجار الصنوبر (فلم)
المكان خلف أشجار الصنوبر (بالإنجليزية: The Place Beyond the Pines) هو فيلم جريمة أمريكي 2013 من إخراج ديريك سايافرينس، وكتابة سايافرينس ولاينيت هويل وبن كوشيو. الفيلم من بطولة رايان غوسلينغ وبرادلي كوبر وإيفا ميندز وراي ليوتا. هذا الفيلم هو التعاون الثاني بين غوسلينغ وسايافرينس بعد فيلم Blue Valentine في 2010.
اسم الفيلم هو المعنى الأنكليزي لمدينة سكنيكتادي، نيويورك، والتي بدورها مشتقة من كلمة في لغة الموهوك وتعني «مكان ما وراء سهول الصنوبر».
تدور أحداث الفيلم حول سائق دراجات بخارية يعمل كدوبلير في السينما فيبدأ في سرقات للبنوك في محاولة منه لتوفير حياة مناسبة لحبيبته السابقة التي يكتشف أنها أنجبت للتو ابنًا له. هذا القرار يضعه في مواجهة شرطي صاعد طموح أنتقل إلى العمل في دائرة شرطة يديرها محقق فاسد.
أستقبل الفيلم بإشادة عالمية من معظم النقاد، حيث حصل على 80% على موقع الطماطم الفاسدة، ومجموع نقاط 66 من 100 على ميتاكريتيك.

## روابط إضافية
- الموقع الرسمي
- مقالات تستعمل روابط فنية بلا صلة مع ويكي بيانات